# Storbritanniens damlandslag i handboll
Storbritanniens damlandslag i handboll (engelska: Great Britain women's national handball team) representerar Storbritannien i handboll. Laget hade aldrig deltagit i någon stor internationell tävling, men  deltog  i i egenskap av värdland OS 2012. Laget kom på tolfte och sista plats i turneringen. Laget är ett av de sämre i Europa.

## Kval till EM 2024
Storbritannien spelades förberedande kvalomgång i januari 2023. I kvalet deltog de fyra lägst rankade lagen i Europa – Storbritannien, Cypern, Azerbajdzjan och Malta. I gruppspelet var Storbritannien mest framgångsrika med sig fem av sex möjliga poäng från kvalturneringen som spelades i Baku.
Storbritannien fick därefter spela playoff mot Kosovo i januari 2024 i dubbla matcher. Kosovo vann mot Storbritannien sammanlagt med 59-45.

## OS Kvalet 2024
Vid OS-kvalet i Ungern i april 2024 fick Storbritannien ett wild card som ersättare för Kamerun. Laget förlorade alla sina tre matcher i kvalet.

## Bakgrund
Handboll var i stort sett okänt i England. När London tilldelades de olympiska spelen 2012 den 6 juli 2005 och Storbritannien automatiskt kvalificerade sig för att delta i turneringen som värdland, började förberedelser för att skapa ett brittiskt damlandslag i handboll.
För perioden 2006 till 2009 fick Brittiska handbollsförbundet (BHA) en budget på 3 miljoner pund, vilket motsvarar drygt 40 miljoner kronor, för att bygga upp ett landslag. En plan i tre etapper lanserades.
1. Man eftersökte handbollsspelare av brittisk härkomst över hela världen.
2. Handboll integrerades i läroplanen i skolorna.
3. Det danska handbollsförbundet (DHF) deltog i utvecklingsprojektet.

VId den första uttagningen av spelare i juni 2007 deltog totalt 4 800 britter i elimineringarna. De kriterierna som var uppsatta för deltagande var kroppslängd,  minst 1,80 meter för kvinnor, man skull ha intresset för sport och dela den gemensamma drömmen om att delta i olympiaden. 
En provträning hölls i Glasgow med 70 kandidater, varav några rekryterades från andra sporter, som rugby och netball.  Ytterligare träningsläger följde och till slut återstod 30 kandidater, varav 15 kvinnor och 15 män. Nägra tränades sedan ytterligare i Danmark. Våren 2011 bestämdes att laget skulle delta i OS i London 2012. Förbundskapten för det brittiska damlandslaget i handboll var dansken Morten Arvidsson. 
| Storbritannien i OS 2012 |             |          |                               |         |
| Datum                    | Motståndare | Resultat | Spelplats                     |         |
| 28 juli                  | Montenegro  | 19–31    | Copper Box, Stratford, London | Grupp A |
| 30 Juli                  | Ryssland    | 16–37    | Copper Box, Stratford, London | Grupp A |
| 1 augusti                | Brasilien   | 17–30    | Copper Box, Stratford, London | Grupp A |
| 3 augusti                | Angola      | 25–31    | Copper Box, Stratford, London | Grupp A |
| 5 augusti                | Kroatien    | 14–37    | Copper Box, Stratford, London | Grupp A |

## Förklaringar
Med handboll i Storbritannien menas vanligtvis spel som irländsk handboll eller amerikansk handboll. Det här är dock racketspel som mer liknar squash, men bollen spelas mot väggarna med handen, därav namnet. Det är därför handboll i Storbritannien kallas för Team Handball eller Olympic Handball, liknande USA.